# Westerdokseiland

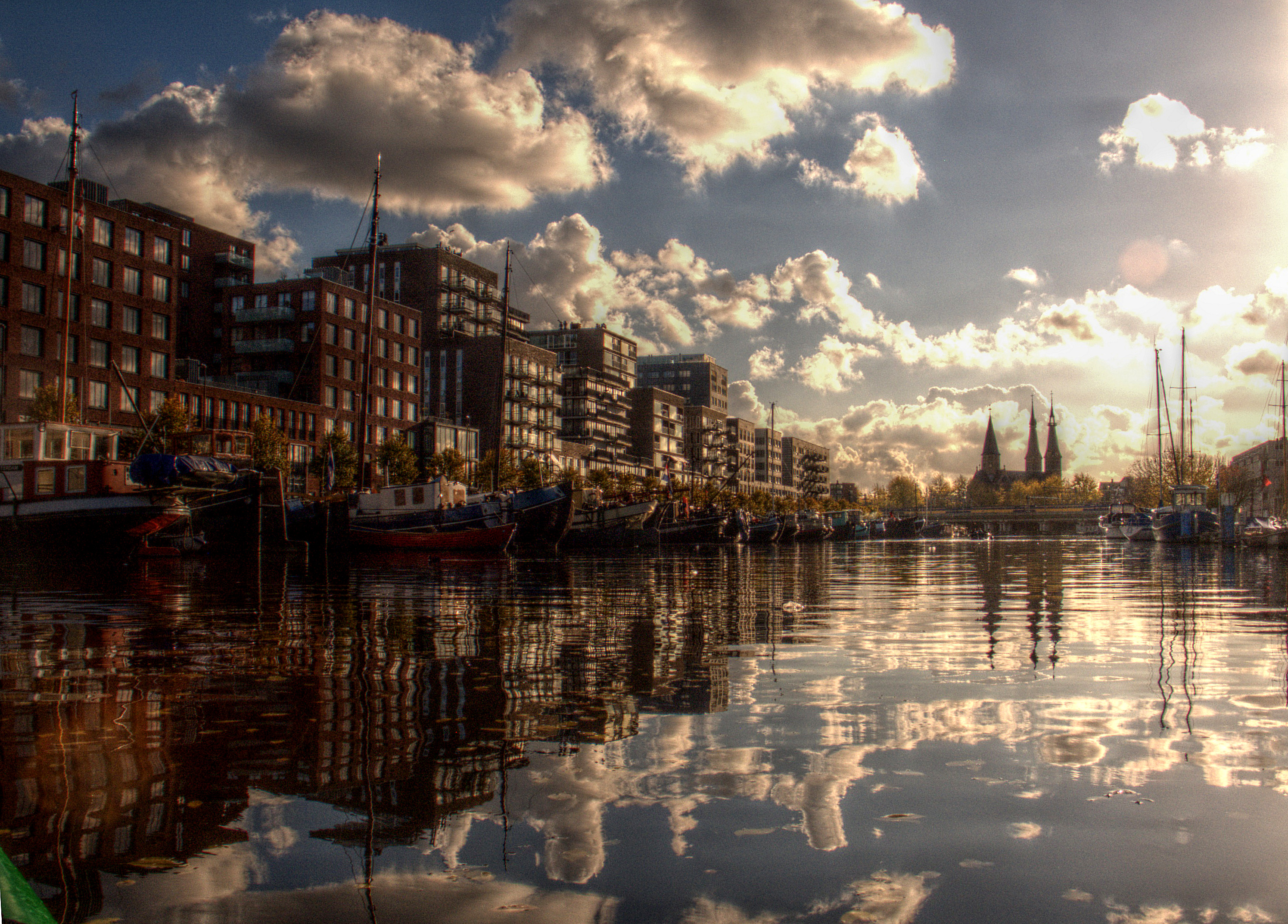
Het Westerdok. met de bebouwing van het Westerdokseiland links, en aan de einder de torens van de Posthoornkerk. November 2012.

Het Westerdokseiland is een eiland in Amsterdam tussen het Westerdok en het IJ. Het ontstond in 1832 toen door aanleg van de Westerdoksdam dit deel van het IJ werd afgescheiden en daardoor ook geen eb en vloed meer kende in het tot 1870 nog in open verbinding met de Zuiderzee staande IJ.
Aan de westzijde ontstond zo de omsloten watervlakte die nu Westerdok heet. Aan de oostkant ontstond op soortgelijke wijze het Oosterdok.
Het Westerdokseiland was vanaf de jaren twintig jarenlang vooral in gebruik als een spoorwegemplacement, dat via de spoorbrug Westerdokseiland verbonden was met de sporen van het achtergelegen Centraal Station. Op het amper vier hectare grote eiland groeiden meer dan 150 wilde plantensoorten. Dat had alles te maken met het havenverleden van het eiland, en de aanwezigheid van het Koloniaal etablissement aan de Westerdoksdijk. Geen werelddeel ontbrak: aardpeer, alsemambrosia, bezemkruid, sorgo, kafferkoren en zegekruid.
In het begin van de 21ste eeuw is hier grootschalige woningbouw gerealiseerd. Het betreft hier grote appartementencomplexen. Bij de aanleg is geen rekening gehouden met de zichtlijnen vanuit de oude stad, zo heeft bijvoorbeeld de Prinsengracht het uitzicht op het IJ geheel verloren.
Bij de aanleg van het IJdock, een nieuw aan het Westerdokseiland aangeplempt schiereiland, heeft men dit ondervangen door inkepingen te maken in de bebouwing. Het water van het Westerdok heeft tegenwoordig onder andere de functie van jachthaven.
Aan het einde van het eiland loopt de Westerdoksdijk door in de Silodam.
Aan het Stenen Hoofd lag eind jaren zestig als studentenonderkomen het schip Caledonia. Gedurende de bouw van het Pontsteigergebouw vertrok hier van 2015 tot 2018 het Distelwegveer naar de NDSM.

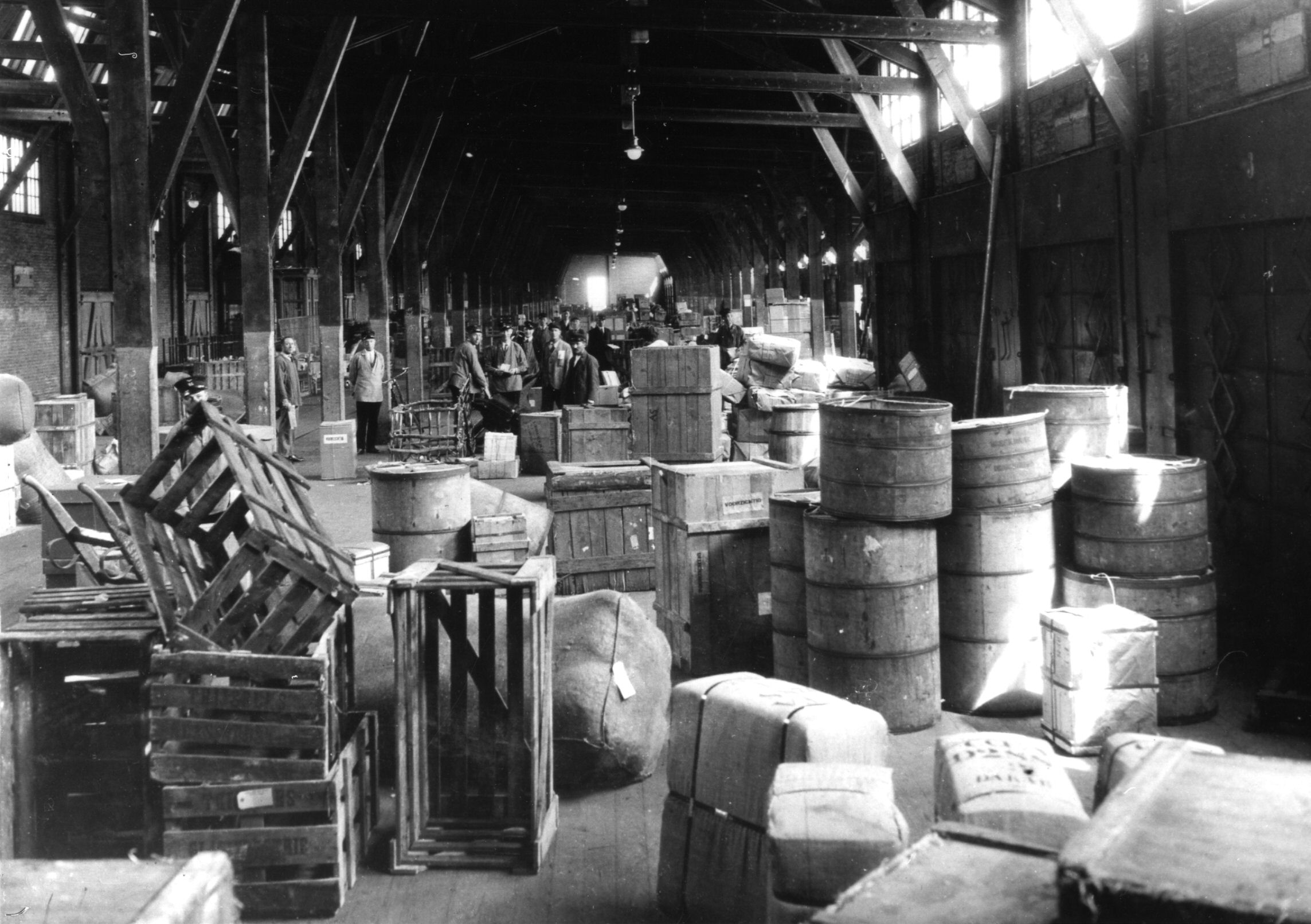
Interieur van de voormalige goederenloods van de NS

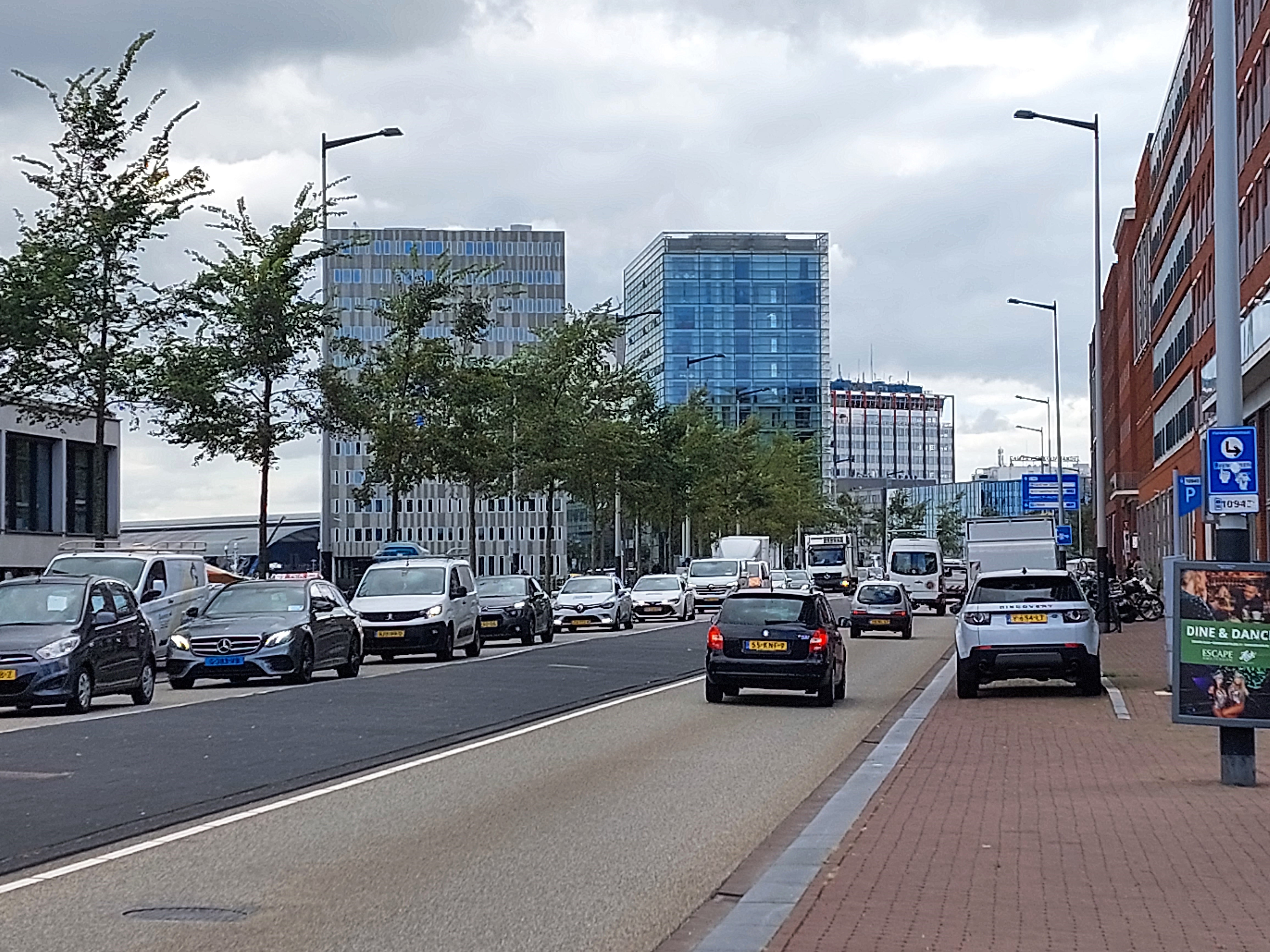
Westerdoksdijk

 Abberdaan · Admiralenbuurt · Amstel III · Amsteldorp · Amstelkwartier · Andreas Ensemble · Apollobuurt · ArenAPoort · Bajeskwartier · Banne Buiksloot · Bedrijventerrein Sloterdijk · Bellamybuurt · Betondorp · Bijlmer · Binnenstad · Bloemenbuurt · Borgerbuurt · Borneo · Bos en Lommer · Buiksloot · Buiksloterham · Buikslotermeer · Buiteneiland · Buitenveldert · Bullewijk · Burgwallen Oude Zijde · Burgwallen Nieuwe Zijde · Centrum Amsterdam Noord · Centrumeiland · Chassébuurt · Chinatown · Cremerbuurt (Amsterdam) · Cruquius · Czaar Peterbuurt · Da Costabuurt · Dapperbuurt · De Aker · De Baarsjes · De Bongerd · De Eendracht · De Heining · De Krommert · De 9 Straatjes · De Omval · De Pijp · Diamantbuurt · Driemond · Disteldorp · Dubbele Buurt · Duivelseiland · Duvelshoek · Elzenhagen · Erasmusparkbuurt · Floradorp · Frederik Hendrikbuurt · Funenpark · Gaasperdam · Gein · Geuzenveld · Gibraltarbuurt · Gouden Reael · Gulden Winckelbuurt · Grachtengordel · Haarlemmerbuurt · Hallenkwartier · Haven-Stad · Haveneiland · Havenstraatterrein · Helmersbuurt · Het Funen · Holendrecht · Hoofddorppleinbuurt · Houthaven · IJ-oevers · IJburg · IJdock · IJplein · Indische Buurt · Jan Maijenbuurt · Java-eiland · Jeruzalem · Jeugdland ·Jodenbuurt · Jordaan · Julianapark · Kadijken · Kadoelen · Kattenburg · Kinkerbuurt · KNSM-eiland · Kolenkitbuurt · Kop van Jut · Van der Kunbuurt · Laan van Spartaan · Landlust · Landstrekenbuurt · Lastage · Leidsebuurt · Lutkemeer · Marathonbuurt · Marineterrein · Marken · Marktkwartier · Medisch Centrum Slotervaart · Mercatorbuurt · Middelveldsche Akerpolder · Molenwijk · Museumkwartier · Nellestein · Nieuw Sloten · Amsterdam Nieuw-West · Nieuwe Pijp · Nieuwendam · Nieuwendammerdijk en Buiksloterdijk · Nieuwendammerham · Nieuwezijde · Nieuwmarkt · Noorderhof · Noordoever Sloterplas · Noordse Bos · Olympisch Kwartier · Omval · Ookmeer · Oostelijk Havengebied · Oostelijke Eilanden · Oostelijke Handelskade · Oostenburg · Oosterdokseiland · Oosterparkbuurt · Oostoever Sloterplas · Oostpoort · Oostzanerwerf · Osdorp · Oud Osdorp · Oud-Oost · Oud-West · Oud-Zuid · Oude Pijp · Oudezijde · Overamstel · Overhoeks · Overtoombuurt · Overtoomse Buurt · Overtoomse Veld · Park Haagseweg · Park de Meer · Plan van Gool · Plan West · Plan Zuid · Planciusbuurt · Plantagebuurt · Postjesbuurt · Prinses Irenebuurt · Rapenburg · Reigersbos · Riekerpolder · Rieteilanden · Rietlanden · Rivierenbuurt · Robert Scottbuurt · Roeterseiland · Ruigoord · Schinkel (bedrijventerrein) · Schinkelbuurt · Science Park · Sloten · Sloterdijk · Sloterdijk-Centrum · Slotermeer · Slotervaart · Sluisbuurt · Spaarndammerbuurt · Spieringhorn · Sporenburg · Sportheldenbuurt · Staatsliedenbuurt · Stadionbuurt · Steigereiland · Strandeiland · Teleport · Transvaalbuurt · Trompbuurt · Tuindorp Buiksloot · Tuindorp Buiksloterham · Tuindorp Nieuwendam · Tuindorp Oostzaan · Tuttifruttidorp · Van Tijenbuurt · Uilenburg · Universiteitskwartier · Valkenburg · Van der Kunbuurt · Van der Pekbuurt · Van Lennepbuurt · Venserpolder · Vlooienburg · Vogelbuurt · Vogeldorp · Vogeltjeswei · Volewijck · Vondelparkbuurt · Vrije Geer · Waalseiland · Watergraafsmeer · Waterlandpleinbuurt · Waterwijk · Weesp · Weesperbuurt · Weespertrekvaartbuurt · Weesperzijde · Westelijke Eilanden · Westelijke Tuinsteden · Westerdokseiland · Westerpark · Westpoort · Willemspark · Wittenburg · Zeeburg · Zeeburgereiland · Zeeheldenbuurt · Zuidas · Zuideramstel